# 4,7cm KPÚV vz. 38

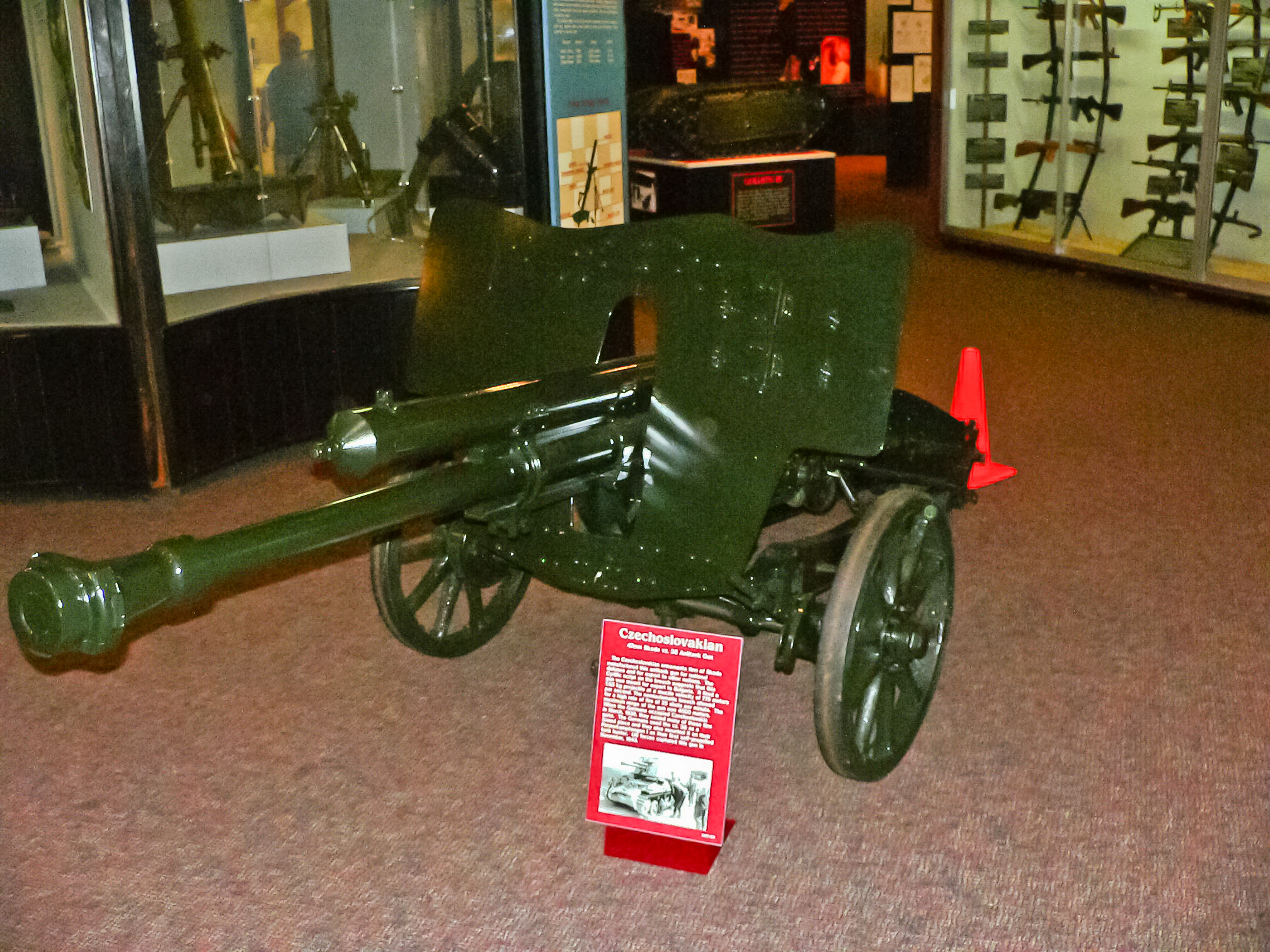
Un canó 4,7cm KPÚV vz. 38 al Museu de l'exèrcit dels EUA

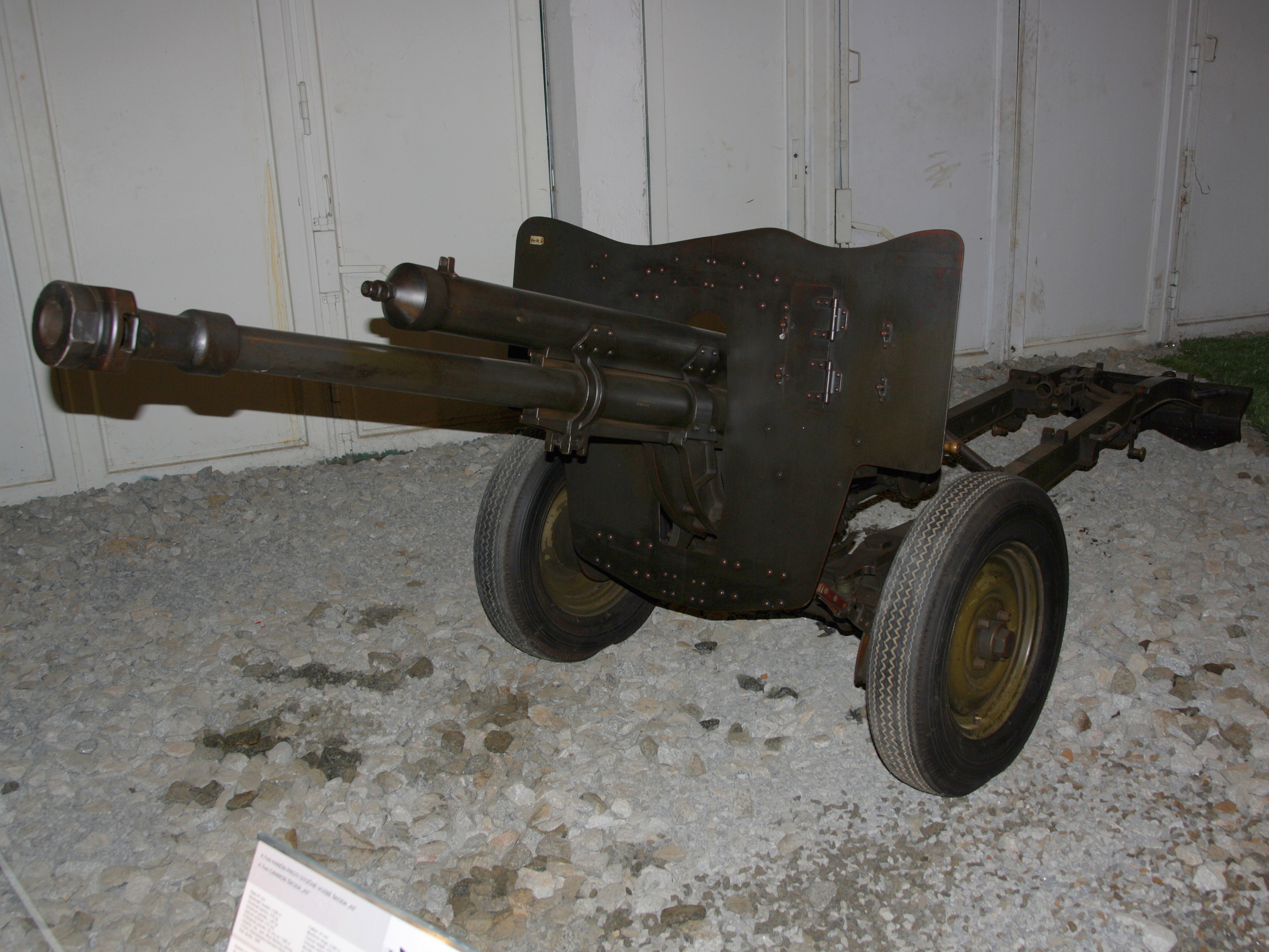
Un canó 4,7 KPÚV vz.38 al museu militar de Lešany

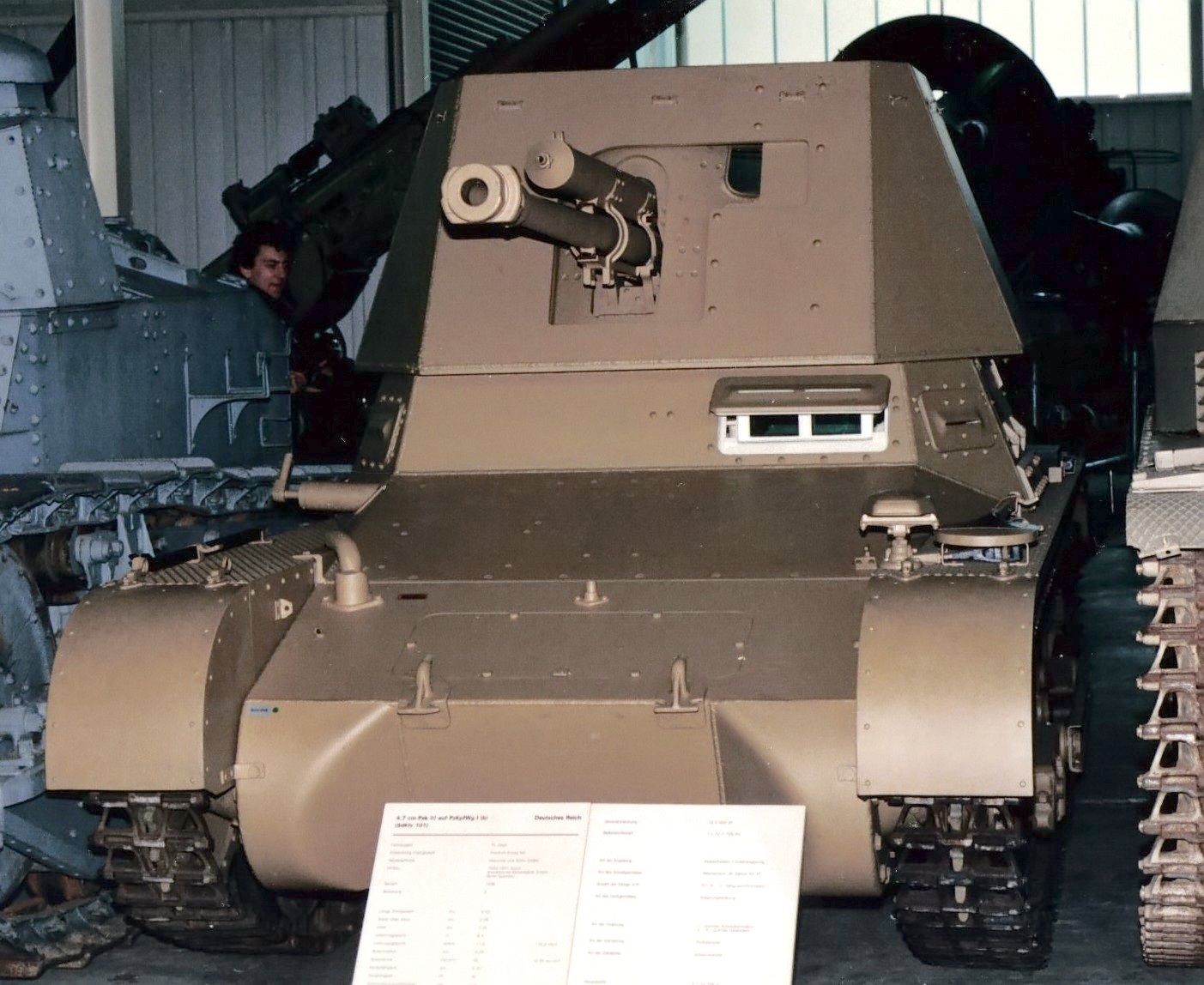
PanzerjaegerI, armat amb el 4,7 KPÚV vz.38

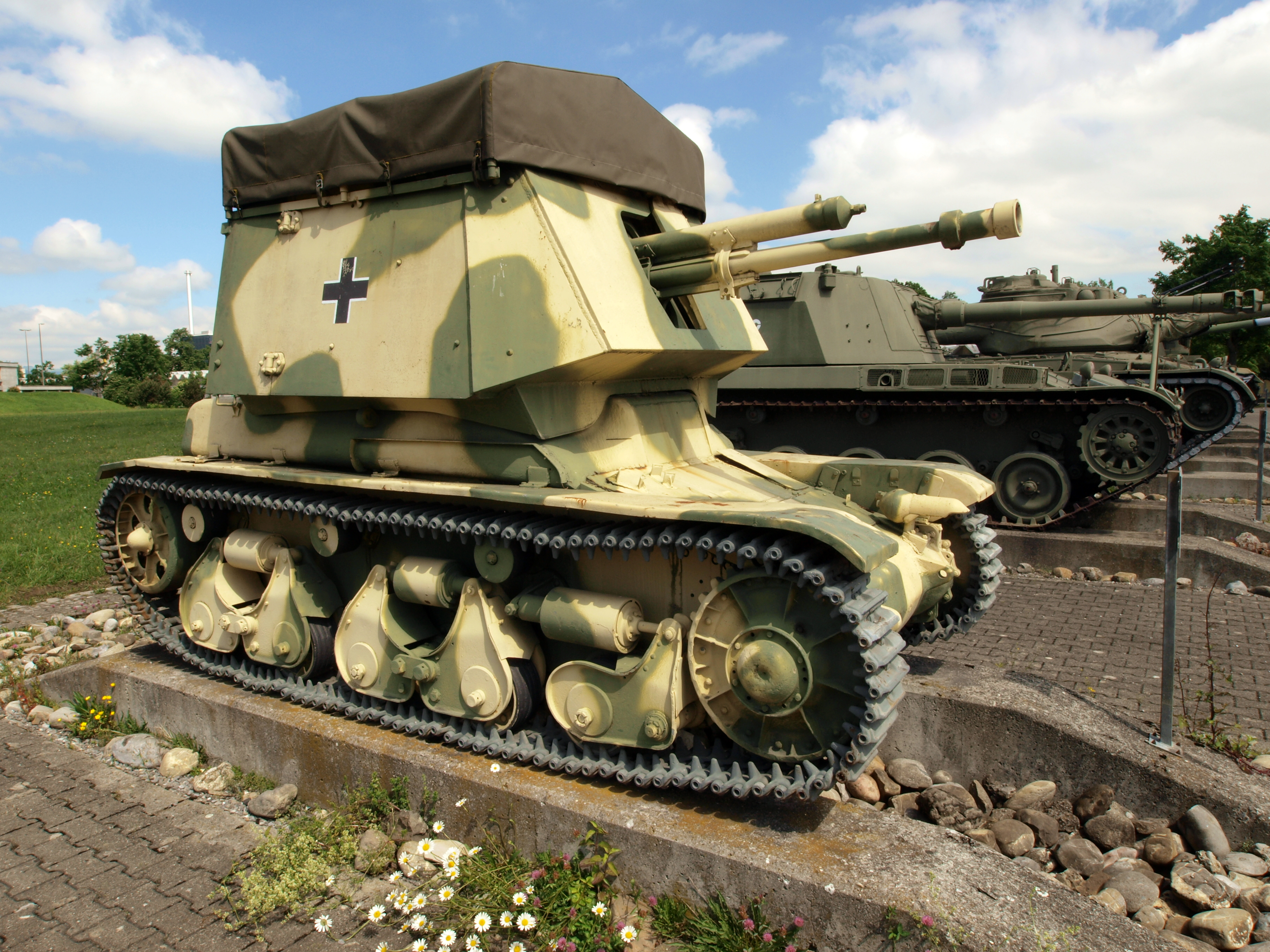
Un Renault R-35 armat amb el canó 4,7 cm KPÚV vz.38, després d'haver sigut capturat pels alemanys.

El 4,7cm KPÚV vz. 38 (|kanón proti útočné vozbě vzor 38, en txecoslovac) era un canó antitancs produït per Škoda que va veure servei durant la Segona Guerra Mundial. Va ser dissenyat originalment per l'exèrcit de Txecoslovàquia, i alguns es van vendre a Iugoslàvia. Un gran nombre d'aquests canons va ser adquirit per Alemanya, després de la seva ocupació de Txecoslovàquia en 1939, sota la designació de 4,7 cm Pak (t) o Pak 38(t). Els alemanys van continuar la seva producció i els muntaven en els cos dels Panzer I, en la variant antitancs, els Panzerjäger I. També es va provar de fer el mateix amb els tancs francesos capturats Renault R-35, encara que això va tindre uns pitjors resultats.
El canó tenia algunes característiques úniques, com per exemple que podia girar el canó sobre si mateix 180° en els seus rails de transport, i aquests rails es podien fer més petits fins que es reduïa considerablement la seva mida. El canó tenia una petita cobertura de ferro i unes rodes de fusta per a transportar-lo. A més a més, aquest canó era molt modern en comparació amb els seus contemporanis, ja que tenia la capacitat de disparar munició APCR i munició HE, per donar suport a la infanteria.

## Penetració de blindatge
- Podia penetrar 92 mil·límetres de blindatge a 100 metres, amb un angle de 90°.
- Podia penetrar 60 mil·límetres de blindatge a una distància de 1.200 metres, amb un angle de 90°.